# Душка Вучинић
Душка Вучинић (Београд, 23. април) је српска новинарка, водитељка, коментаторка и шеф службе за односе с јавношћу и корпоративни имиџ Радио-телевизије Србије.

## Каријера
Након краћег рада као стјуардеса у ЈАТ ервејзу, телевизијску каријеру започела је 1990. године на Трећем каналу РТС-а. Радила је као новинарка, водитељка и уредница бројних успешних емисија попут „Водићу те само реци где”, „Звезде и понека псовка”, „Поново ради биоскоп”, „Кажи ако смеш”, „Мама, тата и ја” итд. Након гашења Трећег канала 2006. године, прелази на РТС 1, али се убрзо одлучује на рад „иза камере” и долази на место шефа службе за односе с јавношћу и корпоративни имиџ РТС-а.
Од 2004. године је РТС-ова коментаторка Песме Евровизије и препознатљива је по својим често саркастичним коментарима. Такође је била РТС-ова коментаторка Дечје песме Евровизије од 2006. до 2010. године, ПР и прес менаџер Песме Евровизије 2008. у Београду и ПР Беовизије, избора за представника Србије на Евровизији.

## Лични живот
Рођена је и одрасла у Београду, као једино дете доктора ветерине Душана Вучинића и психолошкиње Снежане. У Београду је похађала ОШ „Вук Караџић”, преводилачки и архивско-музејски смер гимназије и факултет.
Удавала се двапут и оба пута се развела. Из другог брака, са Срђаном Лучићем, има сина Алексу, рођеног 1999. године.